# Нижневартовск I
Нижнева́ртовск-1 —  железнодорожная станция Сургутского региона Свердловской железной дороги, находящаяся в городе Нижневартовске Ханты-Мансийского автономного округа — Югра. Станция является конечной на линии от Ульт-Ягуна. Однако как ведомственная ветка железнодорожный путь продолжается ещё на 20 километров до Излучинска. 
Здание вокзала было построено к 2002 году. Эксплуатация железнодорожной линии Сургут – Нижневартовск началась в 1979 году. В настоящее время Нижневартовск связан железнодорожным сообщением с Москвой, Пензой, Екатеринбургом, Омском, Волгоградом, Самарой, Челябинском, Тюменью, Сургутом, Новым Уренгоем.

## Пригородное сообщение по станции
| № поезда  | Маршрут движения       | № поезда  | Маршрут движения       |
| --------- | ---------------------- | --------- | ---------------------- |
| 6095/6093 | Нижневартовск — Сургут | 6094/6096 | Сургут — Нижневартовск |

## Дальнее следование по станции
| № поезда    | Маршрут движения            | № поезда    | Маршрут движения            |
| ----------- | --------------------------- | ----------- | --------------------------- |
| 59 "Тюмень" | Нижневартовск — Москва      | 60 "Тюмень" | Москва — Нижневартовск      |
| 87          | Нижневартовск — Самара      | 88          | Самара — Нижневартовск      |
| 93          | Нижневартовск — Барнаул     | 94          | Барнаул — Нижневартовск     |
| 101         | Нижневартовск — Пенза       | 102         | Пенза — Нижневартовск       |
| 107         | Нижневартовск — Волгоград   | 108         | Волгоград — Нижневартовск   |
| 137         | Нижневартовск — Новокузнецк | 138         | Новокузнецк — Нижневартовск |
| 143         | Нижневартовск — Уфа         | 144         | Уфа — Нижневартовск         |
| 147         | Нижневартовск — Астрахань   | 148         | Астрахань — Нижневартовск   |
| 341         | Нижневартовск — Оренбург    | 342         | Оренбург — Нижневартовск    |
| 345         | Нижневартовск — Адлер       | 346         | Адлер — Нижневартовск       |

## Изменения в пассажирском сообщении по станции
- 13 декабря 2015 года — введён новый маршрут следования пассажирского поезда дальнего следования круглогодичного обращения 355/356 «Нижневартовск — Адлер — Нижневартовск».